# Petit-Xivry
Pour les articles homonymes, voir Xivry.
Petit-Xivry  est une ancienne commune française de Meurthe-et-Moselle en région Grand Est. Elle est rattachée à celle de Grand-Failly depuis 1811.

## Histoire
Village de l’ancienne province du Barrois.
La commune de Petit-Xivry est réunie à celle de Grand-Failly par décret du 5 avril 1811.

## Démographie
| 1793 | 1800 | 1806 |
| ---- | ---- | ---- |
| 141  | 138  | 153  |

## Lieux et monuments
- Château reconstruit en 1700 (date portée par la clef de la porte piétonne), agrandi ou rétabli en 1742 (date portée par le linteau d'une fenêtre de la façade latérale droite) aux frais de Catherine de Gorcy
- Lavoir des trois fontaines
- Église paroissiale de la Nativité-de la-Vierge ; reconstruite en 1783, date portée par une pierre de fondation placée à l'angle sud-est de la sacristie
- Chapelle oratoire

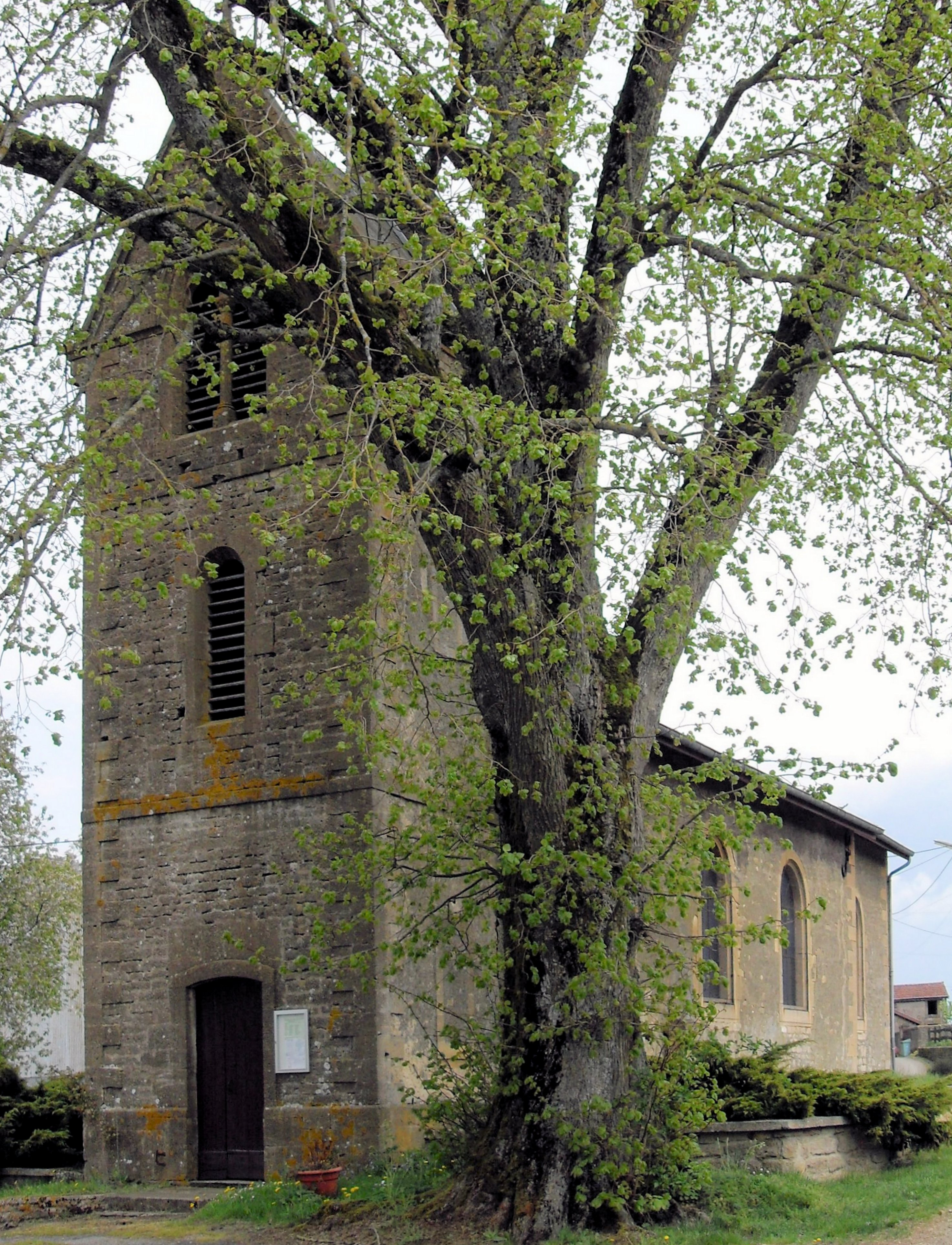
Église de la-Nativité-de la-Vierge.
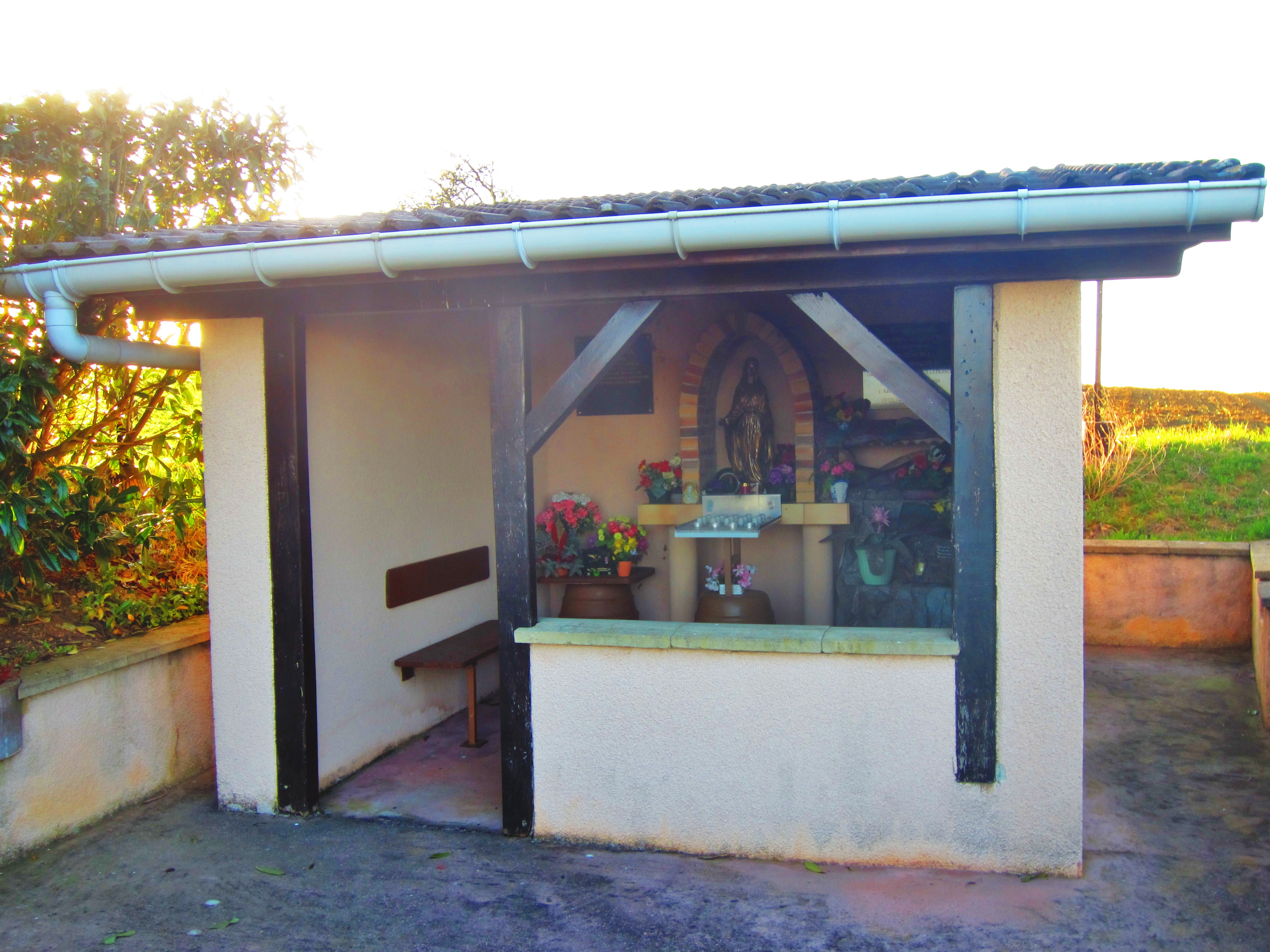
Chapelle oratoire.